# Города-государства хауса

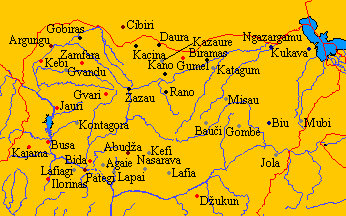
Хаусанские города-государства

В Средние века на территории Хаусаленда (север Нигерии, юг Нигера) существовали города-государства (Кано, Зария, Замфара, Кадуна, Даура и пр.). Их расцвет пришёлся на XV—XIX вв., когда они стали важными торговыми центрами на пути караванщиков, задействованных в транссахарской торговле.
В городах-государствах также было развито ремесло (обработка кож) и земледелие.

Европейская карта начала XVII в. на которой обозначен город-государство Замфара

Выделялись семь так называемых исконных городов-государств (Hausa bakwai, от цифры семь на языке хауса), а также города, включённые в Хаусаленд позднее.
В начале XIX века хаусанские города-государства были завоёваны фульбскими войсками во главе с Усманом дан Фодио, который в 1804 году он выступил против правителя Гобира, объединив крестьян хауса и кочевников фульбе (фуланов). Подчинённые города были в 1809 году включены в состав халифата Сокото.
Некоторые современные штаты северной Нигерии повторяют названия средневековых городов-государств (Кано, Кацина, Зария).

Изображение Амины — воинственной правительницы Зарии — на почтовой марке

## Устройство хаусанских городов-государств
Систему управления хаусанских городов-государств можно рассмотреть на примере Кано, о котором оставил подробное описание немецкий путешественник Генрих Барт в 40-х гг. XIX в.
Верховной властью в Кано был наделён правитель, сарки, которую он разделял со своим старшим сыном. Сарки являлся «землевладельцем», а также обладал правом вершить правосудие, собирать налоги, рекрутировать солдат.
В Кано был также сформирован «совет министров». Среди заметных чиновников Г. Барт называл управляющего рабами, военного начальника конюшни.
В юрисдикцию деревенского старосты на местном уровне входила функция сбора налогов, выполнение судебных функций в деревне и выделение жилья для прибывших. Деревенским старостой был авторитетный человек, который воспринимался как «отец и душа деревни». Он разбирал семейные проблемы и трения, возникающие между людьми, все важные новости немедленно докладывались деревенскому старосте.